# Швайгер, Юлия (биатлонистка)
Юлия Швайгер (нем. Julia Schwaiger; род. 21 января 1996, Целль-ам-Зе, Зальцбург) — австрийская биатлонистка. Чемпионка мира среди юниоров 2014 года в индивидуальной гонке, двукратный серебряный призёр чемпионата мира среди юниоров 2015 года.

## Карьера
В 2013 году приняла участие в юниорском чемпионате мира в Обертиллиахе, где заняла тридцатое место в спринте и сороковое в гонке преследования.
На чемпионате мира среди юниоров в Преск-Айле стала чемпионкой мира в индивидуальной гонке, а вместе с подругами получила бронзовую медаль в эстафете.
В 2015 году на чемпионате мира среди юниоров в Минске завоевала две серебряные медали: в спринте и преследовании. Спустя две недели дебютировала на взрослых соревнованиях — на чемпионате мира в Контиолахти. В первой гонке (спринте) в рамках Кубка мира заняла 95 место.

## Результаты

### Участие в Олимпийских играх
| Год  | Место проведения | Инд | Спр | Пр | МС | Эст | См |
| 2022 | Пекин            | 31  | 45  | 44 | —  | —   | 10 |

### Участие в Чемпионатах мира
| Год  | Место проведения | Инд | Спр | Пр | МС | Эст | См | Сусм |
| 2015 | ЧМ Контиолахти   | 54  | 94  | —  | —  | —   | —  | н/д  |
| 2016 | ЧМ Хольменколлен | 50  | —   | —  | —  | 12  | —  | н/д  |
| 2017 | ЧМ Хохфильцен    | —   | —   | —  | —  | DSQ | —  | н/д  |
| 2019 | ЧМ Эстерсунд     | 57  | 55  | 47 | —  | 16  | —  | —    |
| 2020 | ЧМ Антхольц      | 54  | —   | —  | —  | 12  | —  | —    |
| 2021 | ЧМ Поклюка       | 10  | 63  | —  | —  | 7   | —  | —    |